# 沃利齊亞-德魯日科皮利西卡
50°24′59″N 24°41′38″E / 50.41639°N 24.69389°E
沃利齊亞-德魯日科皮利西卡（烏克蘭語：Волиця-Дружкопільська），是烏克蘭的村落，位於該國西部沃倫州，由盧茨克區負責管轄，始建於1570年，面積5.13平方公里，海拔高度229米，2001年人口283，人口密度每平方公里55.17人。